# Teresín Jaén
Teresín Jaén (Palmira, Las Tablas, Los Santos, 23 de junio de 1942 - Las Tablas, Los Santos, 8 de agosto de 2004) fue un músico panameño. Se llamaba Tereso de Jesús Jaén. A temprana edad se traslada con su familia a El Sesteadero, donde creció y su padre se dedicó a la agricultura.

## Carrera
Desde muy temprana edad tocaba el acordeón con facilidad, usualmente utilizaba el acordeón de su hermano Salvador Jaén. Las primeras canciones que tocó fueron "Me voy con soledad" y "Comiendo caramelos" - las cuales eran populares durante su infancia y adolescencia.
Su primera presentación fue en un pequeño pueblo del distrito de Pedasí de nombre Quindi, en la década del 50, donde tuvo que remplazar a su hermano, quien no podía tocar por tener una brusca en el ojo. Para ese entonces Teresín tocaba la churuca por $0.25 centavos de dólar por baile
Su primera gran presentación fue en Calle Arriba de Las Tablas en un carnaval de la década del 50. Su primera presentación fuera de la provincia de Los Santos fue en Chiriquí, junto a su grupo Alma Interiorana.
Su primer disco de 45 revoluciones por minuto, vendió 20 mil copias, siendo un récord para esa época. Entre sus éxitos discográficos están: Isabelita; La Niña Marquela, Rosa, El Pañuelito, El Tigre Mono, Cuando un Amor se Aleja, Canto a Panamá y El Cóndor Legendario, Marilyn, entre otras; bajo el sello panameño Discos Tamayo. 
Su estilo emulaba al de los intérpretes de vallenato colombiano de la época, y su buen parecido le hicieron triunfar en su carrera musical en toda la década de 1970  principalmente en la capital, donde lograba llenos completos en los toldos y jardines donde se presentaba. Allí se inmortalizó con el apodo de "El Rey de la Taquilla, o simplemente "El taquillero". Fue también uno de los acordeonistas mejor pagados de su tiempo. 
Sin embargo no supo manejar su fama y fortuna, cayendo en excesos, extravagancias y alcoholismo.
Su vida sentimental fue muy polémica, tuvo muchos hijos por todo el país. A mediados de la década del 80 se vio superado por músicos con mayor responsabilidad y compromiso, que lo desplazaron a tocar solo en ocasiones. 
Murió el domingo 8 de agosto de 2004 a las 7:40 p.m. atropellado por un automóvil, en la carretera hacia el corregimiento de Santo Domingo, justo en frente de la Casa de la Cultura Santeña. La noche de su muerte cientos de fanáticos y amigos se reunieron en el parque Belisario Porras de Las Tablas. Su funeral fue presidido por el obispo de la diócesis de las provincias de Herrera y Los Santos, en la legendaria Iglesia tableña de Santa Librada, lugar donde cientos de personas se dieron cita, incluidos varios músicos y acordeonistas panameños. Sus restos yacen en el cementerio Francisco González Roca de Las Tablas.
En 2014, el gobernador de Los Santos propuso al Instituto Nacional de Cultura (INAC) dialogar con los descendientes de Teresín Jaén para lograr un posible acuerdo para usar su casa, entonces en ruinas, como museo para honrar su memoria y aporte a la música típica panameña.